# Eldsjötjärnarna (Dorotea socken, Lappland, 710701-154589)
Eldsjötjärnarna är en sjö i Dorotea kommun i Lappland och ingår i Ångermanälvens huvudavrinningsområde.